# Walker Liu
Walker Liu (Zhejiang, 11 de junio de 1996) es un actor y empresario chino afincado en España, conocido por su papel como Xiang Li en La que se avecina.

## Vida y carrera
Walker Liu nació en la provincia de Zhejiang, en China, pero se crio en la ciudad española de Valencia.
Debido a su pasión por la interpretación Walker se mudó a Estados Unidos para estudiar interpretación en la Escuela de Cine de Nueva York durante tres años, volviendo tiempo después para desempeñar su carrera en España.
En 2022 se unió al reparto de la serie española de Telecinco La que se avecina interpretando a Xiang Li, un trabajador de un restaurante chino. Si bien su papel se trataba de un personaje recurrente en la decimotercera temporada este fue ascendido a principal en la temporada posterior.
Walker tiene también formación profesional en danza y artes marciales.

## Filmografía

### Cine
| Año  | Título                  | Papel         | Notas        |
| ---- | ----------------------- | ------------- | ------------ |
| 2018 | The Chef                | Kong          | Cortometraje |
| 2021 | Beneath the Banyan Tree | Viajero       | Película     |
| 2023 | Óbito                   | El Monje      | Cortometraje |
| 2024 | Por tus muertos         | Chino Terapia | Película     |
| 2025 | Después de la derrota   | Félix         | Película     |

### Series de televisión
| Año       | Título            | Papel                 | Notas        |
| --------- | ----------------- | --------------------- | ------------ |
| 2022-2023 | La que se avecina | Xiang Li              | 10 episodios |
| 2023      | Montecristo       | Universitario         | 2 episodios  |
| 2025      | Invisible         | Responsable de tienda | 1 episodio   |